# Lubosław Krzeszowski
Lubosław Krzeszowski ps. „Ludwik” (ur. 5 kwietnia 1897 w Ciechanowie, zm. 21 marca 1965 w Warszawie) – oficer artylerii Wojska Polskiego w II Rzeczypospolitej, Armii Krajowej i ludowego Wojska Polskiego

## Życiorys

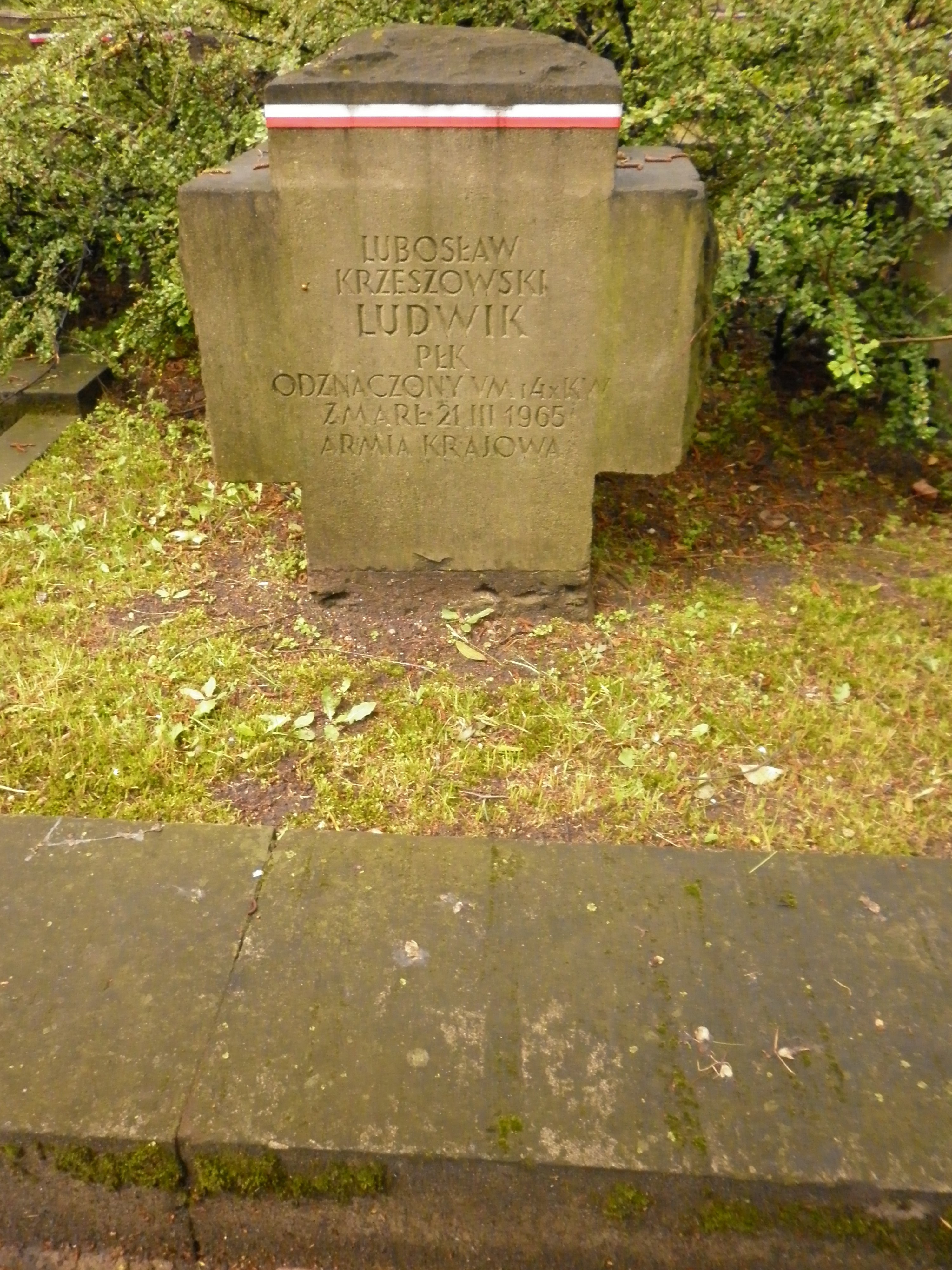
Grób Lubosława Krzeszowskiego na Cmentarzu Wojskowym na Powązkach

Urodzony w Ciechanowie, syn Mieczysława, oficera carskiej armii stacjonującego w Garnizonie Ciechanów i Marii z domu Bujalska.
W czasie I wojny światowej walczył jako oficer artylerii w szeregach Armii Imperium Rosyjskiego, a następnie polskich formacji wojskowych w Rosji. W Wojsku Polskim pełnił służbę w dywizjonie szkolnym Oficerskiej Szkoły Artylerii w Toruniu (pozostając oficerem nadetatowym 10 pułku artylerii ciężkiej) oraz w 18 pułku artylerii lekkiej w Ostrowi Mazowieckiej. Ukończył kurs dla oficerów sztabowych artylerii w Wyższej Szkole Wojennej w Warszawie.
Po kampanii wrześniowej 1939 roku walczył w konspiracji. Był jednym z organizatorów Organizacji Wojskowej „Wilki” w Warszawie, z którą we wrześniu 1941 roku wszedł w skład Polskich Wojsk Unijnych. Następnie w szeregach Armii Krajowej, na stanowisku szefa sztabu Wileńskiego Okręgu AK. Za działania w czasie operacji „Ostra Brama” wyróżniony orderem Virtuti Militari. 
Według ustaleń historyka Janusza Kurtyki, od 1940 był agentem sowieckiego wywiadu. Mianowany w 1944 komendantem Obszaru Północno-Wschodniego organizacji NIE. Od czerwca do lipca 1944 „internowany” przez NKWD, zadenuncjował kierownictwo organizacji „NIE” oraz osoby ze sztabu swojego obszaru, w tym m.in. cichociemnego ppor. Kazimierza Nieplę ps. Kawka, który przybył do Wilna jako radiooperator (aresztowany przez NKWD, zesłany na 10 lat do łagru na  półwyspie Tajmur, w Norylsku na wiecznej zmarzlinie w Kraju Krasnojarskmi).
Od stycznia 1945 roku ponownie w Wojsku Polskim. Przez szereg lat był wykładowcą w Oficerskiej Szkole Uzbrojenia, a następnie w Studium Wojskowym Politechniki Warszawskiej. Działał w Związku Bojowników o Wolność i Demokrację.
Zmarł 21 marca 1965 roku w Warszawie. Pochowany na Cmentarzu Wojskowym na Powązkach (kwatera A 24-7-16).

## Awanse
- porucznik – ze starszeństwem z dniem 1 czerwca 1919 roku i 349. lokatą w korpusie oficerów artylerii
- kapitan – 3 maja 1926 roku ze starszeństwem z dniem 1 lipca 1925 roku i 39. lokatą w korpusie oficerów artylerii
- major – 27 czerwca 1935 roku ze starszeństwem z dniem 1 stycznia 1935 roku i 19. lokatą w korpusie oficerów artylerii

## Ordery i odznaczenia
- Krzyż Srebrny Orderu Wojennego Virtuti Militari (dwukrotnie)
- Krzyż Kawalerski Orderu Odrodzenia Polski (6 grudnia 1946)[5]
- Krzyż Walecznych (czterokrotnie, po raz pierwszy w 1921)[6]
- Srebrny Krzyż Zasługi (17 marca 1930)[7]
- Medal międzysojuszniczy „Médaille Interalliée”
- Srebrna odznaka honorowa „Za Zasługi dla Warszawy” (1965)[8]